# Aconitum tangense
Aconitum tangense är en ranunkelväxtart som beskrevs av Cecil Victor Boley Marquand och Airy Shaw. Aconitum tangense ingår i släktet stormhattar, och familjen ranunkelväxter. Inga underarter finns listade i Catalogue of Life.